# Filler (anime)
Pour les articles homonymes, voir Filler.
 (décembre 2023).
Si vous disposez d'ouvrages ou d'articles de référence ou si vous connaissez des sites web de qualité traitant du thème abordé ici, merci de compléter l'article en donnant les références utiles à sa vérifiabilité et en les liant à la section « Notes et références ».
 (décembre 2014).
- Si vous ne connaissez pas le sujet, laissez ce bandeau (vous pouvez alors contacter les auteurs).
- Si vous supprimez le contenu mis en cause (vous pouvez préalablement contacter les auteurs),

argumentez précisément cette suppression dans la page de discussion
(un manque de référence n'est pas un argument ; une recherche réelle de référence doit avoir été effectuée, être formellement documentée).
Dans l'animation japonaise, le filler désigne tout contenu ajouté pour occuper du temps d'antenne, généralement pour permettre à la production de l'anime de rattraper ou de se distancer du matériel original. Cela signifie que tout ajout ne faisant pas partie de la trame originale du manga, d’un simple dialogue à plusieurs épisodes entiers, est un filler (remplissage). Sa création peut être motivée par diverses raisons, comme des contraintes techniques de production (par exemples, afin de combler le nombre d'épisodes prévu par l'adaptation quand le contenu adapté est insuffisamment dense, pallier le rattrapage narratif d'une adaptation sur son œuvre originelle toujours en cours de publication, la rotation des équipes de production). C'est un nom d'origine anglaise issu du verbe to fill (« remplir »). En français, ce genre d'épisode est parfois appelé « épisode de remplissage ».

## Caractéristique
La principale cause réside dans la différence de rythme entre la diffusion des épisodes de l'anime et la parution des tomes (quand l’œuvre publiée est toujours en cours), qui est telle que l'adaptation ne peut que rattraper le récit d'origine. Interviennent ici les fillers, dont le rôle est ainsi de ralentir momentanément le déroulement du récit de l'anime afin de laisser le temps au manga d'avancer dans son histoire.